# Chaled al-Chamissi

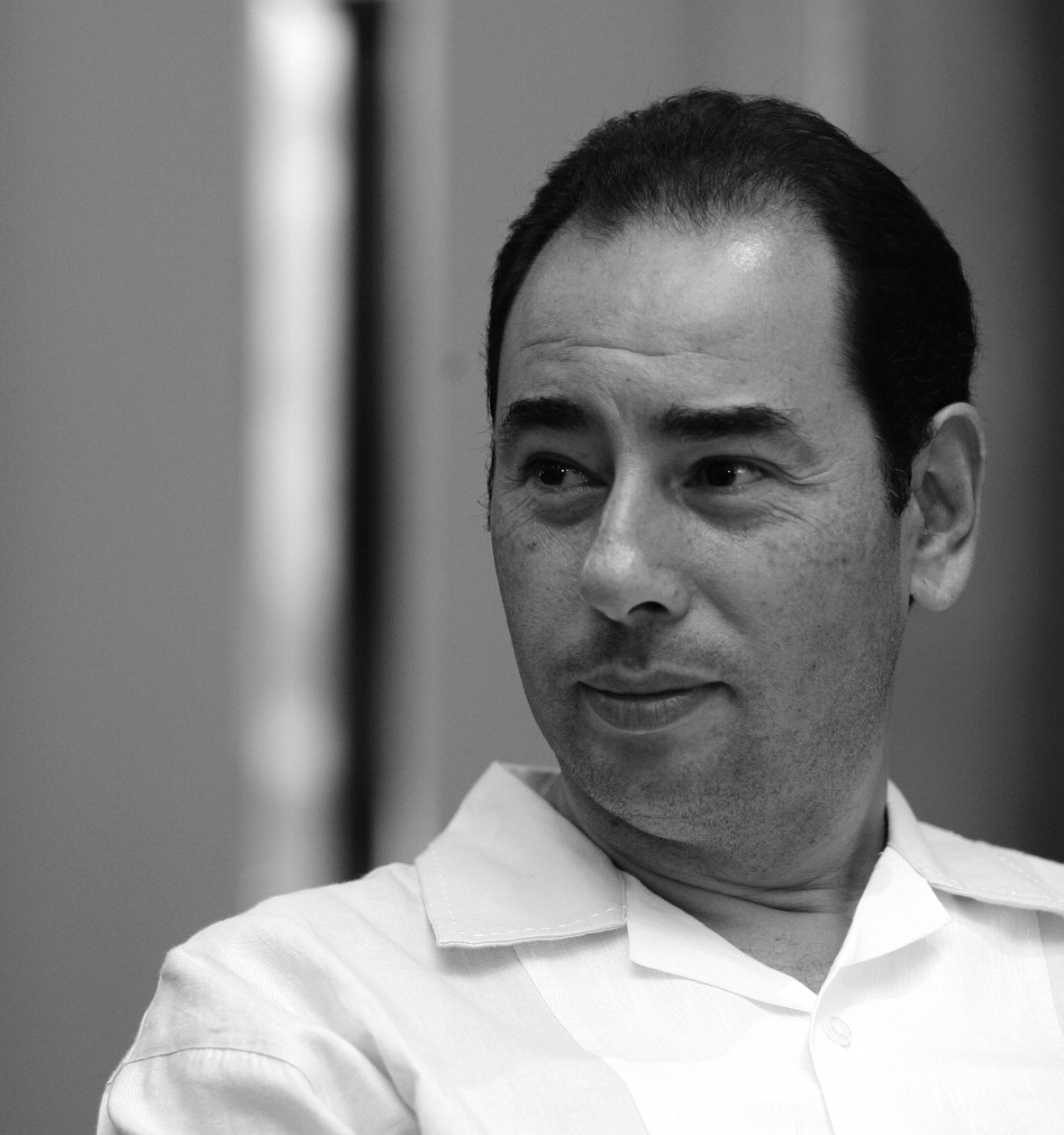
Chaled al-Chamissi (2009)

Chaled al-Chamissi (* 27. September 1962 in Kairo; auch Chalid al-Chamissi oder Khaled el-Khamissi) ist ein ägyptischer Schriftsteller und Journalist.

## Leben
Al-Chamissi studierte Politikwissenschaften an der Universität Kairo und seine Studien an der Sorbonne in Paris schloss er mit einem Master of Arts in Außenpolitik ab. Er lebt und arbeitet in Kairo als Journalist für ägyptische Zeitungen, unter anderen für Al Ahram, und hat sich als kritischer Beobachter gesellschaftlicher Verhältnisse einen Namen gemacht hat. Als Filmemacher, Regisseur und Drehbuchautor drehte er außerdem zahlreiche Spiel- und Dokumentarfilme.
Al-Chamissis erstes schriftstellerisches Werk Taxi wurde im Heimatland ein Bestseller und verkaufte sich über 35.000 mal. Es liegen Übersetzungen ins Englische, Französische, Griechische, Italienische und Spanische sowie ins Deutsche und Polnische vor. Seit Beginn der Revolution in Ägypten 2011 berichtete er regelmäßig in der Frankfurter Allgemeinen Sonntagszeitung über die Entwicklungen in seiner Heimat.

## Werke
- englisch: Taxi. Aflame Books, London 2007, ISBN 978-1-906300-02-9
  - deutsch: Im Taxi. Unterwegs in Kairo, Lenos Verlag, Basel 2011, ISBN 978-3-85787-413-0[2][3]
- Noah's Ark (ar. Safinat Nuh), Dar al-Shuruq, Kairo 2009
  - deutsch: Arche Noah, Lenos Verlag, Basel 2012, ISBN 978-3-85787-422-2.
- deutsch: Der Duft von Freiheit und Zitronen. Die ägyptische Revolution und die Verantwortung der Intellektuellen in: Frankfurter Allgemeine Sonntagszeitung vom 13. März 2011, Seite 30
- deutsch: Der Schalter, in: Frankfurter Allgemeine Sonntagszeitung vom 9. Oktober 2011, Seite 67